# بلال دوكت
بلال دوكت (بالإنجليزية: Bilal Duckett)‏ هو لاعب كرة قدم أمريكي، ولد في 9 يناير 1989 في ماكون في الولايات المتحدة. لعب مع تشارلوت إندبنتنس وفانكوفر وايتكابس ونادي ساكارامينتو ريببلك ونيو إنجلاند ريفولوشن.

## وصلات خارجية
- بلال دوكت على موقع الدوري الأمريكي (الإنجليزية)
- بلال دوكت على موقع قاعدة بيانات كرة القدم.إي يو (الإنجليزية)